# Euxoa urbana
Euxoa urbana là một loài bướm đêm trong họ Noctuidae.